# Phaonia punctinerva
Phaonia punctinerva este o specie de muște din genul Phaonia, familia Muscidae, descrisă de Xue în anul 1988. Conform Catalogue of Life specia Phaonia punctinerva nu are subspecii cunoscute.